# Kearny County
Das Kearny County ist ein County im Bundesstaat Kansas der Vereinigten Staaten. Der Verwaltungssitz (County Seat) ist Lakin. Das U.S. Census Bureau hat bei der Volkszählung 2020 eine Einwohnerzahl von 3983 ermittelt.

## Geographie
Das County liegt im Westen von Kansas, ist im Westen etwa 50 km von Colorado, im Süden etwa 80 km von Oklahoma entfernt und hat eine Fläche von 2257 Quadratkilometern, wovon ein Quadratkilometer Wasserfläche ist. Es grenzt im Uhrzeigersinn an folgende Countys: Wichita County, Scott County, Finney County, Haskell County, Grant County, Stanton County und Hamilton County.

## Geschichte
Das Kearny County wurde am 6. März 1873 aus Teilen des Finney County gebildet. Benannt wurde es nach Philip Kearny, einem Offizier der US-Armee im Mexikanisch-Amerikanischen Krieg und im Amerikanischen Bürgerkrieg, der 1862 bei der Schlacht von Chantilly fiel.
Drei Bauwerke und Stätten des Countys sind im National Register of Historic Places eingetragen (Stand 30. August 2017).

## Demografische Daten
Nach der Volkszählung im Jahr 2000 lebten im Kearny County 4531 Menschen. Davon wohnten 45 Personen in Sammelunterkünften, die anderen Einwohner lebten in 1542 Haushalten und 1199 Familien. Die Bevölkerungsdichte betrug 2 Einwohner pro Quadratkilometer. Ethnisch betrachtet setzte sich die Bevölkerung zusammen aus 80,3 Prozent Weißen, 0,6 Prozent Afroamerikanern, 0,9 Prozent amerikanischen Ureinwohnern, 0,3 Prozent Asiaten, 0,1 Prozent Bewohnern aus dem pazifischen Inselraum und 15,7 Prozent aus anderen ethnischen Gruppen; 2,1 Prozent stammten von 2 oder mehr Ethnien ab. 26,6 Prozent der Bevölkerung waren spanischer oder lateinamerikanischer Abstammung.
Von den 1542 Haushalten hatten 43,5 Prozent Kinder unter 18 Jahren, die mit ihnen gemeinsam lebten. 65,1 Prozent waren verheiratete, zusammenlebende Paare, 8,3 Prozent waren allein erziehende Mütter und 22,2 Prozent waren keine Familien. 20,2 Prozent aller Haushalte waren Singlehaushalte und in 8,5 Prozent lebten Menschen mit 65 Jahren oder darüber. Die Durchschnittshaushaltsgröße betrug 2,91 und die durchschnittliche Familiengröße betrug 3,35 Personen.
34,3 Prozent der Bevölkerung waren unter 18 Jahre alt. 8,3 Prozent zwischen 18 und 24 Jahre, 27,1 Prozent zwischen 25 und 44 Jahre, 19,2 Prozent zwischen 45 und 64 Jahre und 11,1 Prozent waren 65 Jahre alt oder älter. Das Durchschnittsalter betrug 32 Jahre. Auf 100 weibliche Personen kamen 104,7 männliche Personen. Auf 100 erwachsene Frauen ab 18 Jahren kamen 98,5 Männer.
Das jährliche Durchschnittseinkommen eines Haushalts betrug 40.149 USD, das Durchschnittseinkommen einer Familie betrug 43.703 USD. Männer hatten ein Durchschnittseinkommen von 30.117 USD, Frauen 20.179 USD. Das Prokopfeinkommen betrug 15.708 USD. 8,4 Prozent der Familien und 11,7 Prozent der Bevölkerung lebten unterhalb der Armutsgrenze.

## Orte im County
- Deerfield
- Hartland
- Lakin
- Sutton

Townships
- Deerfield Township
- East Hibbard Township
- Hartland Township
- Kendall Township
- Lakin Township
- Southside Township
- West Hibbard Township